# Irány a bárka!
Az Irány a bárka! (eredeti címek: All Creatures Big and Small, Ooops! Noah is Gone…) 2015-ben bemutatott belga–ír-német- luxemburgi 3D-s számítógépes animációs film, amelyet Toby Genkel rendezett. Az animációs játékfilm producerei Jana Bohl, Emely Christians, Jan Goossen és Moe Honan. A forgatókönyet Richie Conroy, Mark Hodkinson, Marteinn Thorisson és szintén Toby Genkel írta, a zenéjét Stephen McKeon szerezte. Műfaja filmvígjáték és kalandfilm. 
Luxemburgban 2015. február 26-án, Írországban 2015. május 1-jén, Németországban 2015. július 30-án, Magyarországon 2015. augusztus 20-án mutatták be a mozikban.

## Cselekmény
Hamarosan az egész vidéket elönti az ár, így az állatok Noé bárkájan húzzák meg magukat, ám Dave és fia, Fancsi nem kapnak meghívást a hajóra. Egy furfangos csel által sikerülne feljutniuk, ám Fancsi lemarad a többiektől, és így egy óriási kaland veszi kezdetét.

## Szereplők
| Szereplő        | Eredeti hang        | Eredeti hang                                  | Eredeti hang       | Magyar hang      |
| Szereplő        | franciául           | angolul                                       | németül            | Magyar hang      |
| --------------- | ------------------- | --------------------------------------------- | ------------------ | ---------------- |
| Fancsi          | Emilie Guillaume    | Callum Maloney                                | Daniel Kirchberger | Pál Dániel Máté  |
| Lia             | Marie Du Bled       | Elle Fanning                                  | Maximiliane Häcke  | Csifó Dorina     |
| Helza           | Catherine Conet     | Amy Grant                                     | N/A                | Pokorny Lia      |
| Dénes           | Sébastien Hébrant   | Douglas Booth                                 | Christian Ulmen    | Szabó Máté       |
| Rákenc          | Philippe Allard     | Douglas Booth                                 | Patrick Bach       | Seder Gábor      |
| Griffin úr      | Jean-Marc Delhausse | Dermot Magennis                               | Tetje Mierendorf   | Elek Ferenc      |
| Griffin asszony | Marie Van Ermengem  | Aileen Mythen                                 | Anja Topf          | Für Anikó        |
| Flamingó        | Lorette Goosse      | Aileen Mythen                                 | Gabriele Libbach   | Oroszlán Szonja  |
| Oroszlán        | Pascal Racan        | Alan Stanford (angol) Martin Sheen (amerikai) | Helmut Gauß        | Csernák János    |
| Gigászi         | Patrick Descamps    | Paul Tylak                                    | Tilo Schmitz       | Gesztesi Károly  |
| Csimpánz inas   | Olivier Cuvellier   | Paul Tylak                                    | Achim Schülke      | Reviczky Gábor   |
| Gorilla         | N/A                 | N/A                                           | N/A                | Schneider Zoltán |
| Nőstény gorilla | N/A                 | N/A                                           | N/A                | Kocsis Mariann   |
| Margó           | N/A                 | N/A                                           | N/A                | Zsurzs Kati      |
| Prérikutya      | N/A                 | N/A                                           | N/A                | Gitta Imre       |
| Kuszaláb        | N/A                 | N/A                                           | N/A                | Gálfalvi Réka    |

További magyar hangok: Fehér Péter, Joó Gábor, Presits Tamás, Seszták Szabolcs

## Televíziós megjelenések
- Minimax
- Filmcafé